# Stachyarrhena acuminata
Stachyarrhena acuminata är en måreväxtart som beskrevs av Paul Carpenter Standley. Stachyarrhena acuminata ingår i släktet Stachyarrhena och familjen måreväxter. Inga underarter finns listade i Catalogue of Life.